# HPLC

Schéma HPLC

HPLC je zkratka pro vysokoúčinnou kapalinovou chromatografii (angl. high-performance liquid chromatography) – chromatografickou techniku sloužící k separaci složek vzorku za účelem stanovení jejich přítomnosti i koncentrace ve vzorku, popř. i k izolaci jednotlivých složek směsi (tzv. preparativní chromatografie). Na rozdíl od běžné sloupcové chromatografie je součástí HPLC aparatury výkonné vysokotlaké čerpadlo, které umožňuje průtok mobilní fáze kolonou menších rozměrů, v níž je stacionární fáze vázaná na částice o velikosti pouze několik mikrometrů. Díky tomuto uspořádání dosahuje HPLC vyšší účinnost separace látek za kratší dobu ve srovnání s klasickou sloupcovou chromatografií.

## Historie
Objev chromatografie je připisován M. S. Cvětovi, který v roce 1903 v uspořádání kapalina-adsorbent první rozdělil na sloupci sorbentu listová barviva (chlorofyly a karotenoidy). Obdobně D. T. Day rozdělil na sloupci některé složky ropy. Ačkoli byla plynová chromatografie navržena podstatně později a vztahovala se k užšímu okruhu látek, její rozvoj byl velmi bouřlivý oproti chromatografii kapalinové a teprve počátkem čtyřicátých let, po objevení rozdělovací chromatografie, se kolonová kapalinová chromatografie začala rozvíjet ve své klasické podobě. V roce 1952 byla dokonce udělena Nobelova cena za práci v oboru chromatografie autorům Martin a Synge.
Jednou z příčin pomalého rozvoje kapalinové chromatografie bylo to, že nebyly známy vhodné aparatury, zejména citlivé a univerzální detektory (průtokové cely s objemem 10 µl) a bezpulsní čerpadla mobilní fáze pracující za vysokých tlaků (až několik desítek MPa). Proces dělení byl velmi pomalý, protože průtok mobilní fáze byl zprostředkován pouze gravitační silou. nebyly dostupné dostatečně účinné sorbenty. Registrace elučních křivek se prováděla ze vzorků sbíraných jednotlivých frakcí, v nichž se pak koncentrace chromatografovaných látek stanovovala klasickými metodami, používané sorbenty nebyly dostatečně účinné a protože se používal průtok mobilní fáze zprostředkovaný pouze gravitační silou, bylo nutné urychlit výměnné procesy v chromatografické koloně. Tohoto se dosáhlo zmenšením rozměrů částeček náplně čímž se zkrátily cesty vnitřní a vnější difúze, a to současně umožnilo pracovat při větším průtoku mobilní fáze. Tento krok ale vyžadoval zvýšení vstupních tlaků na koloně, proto je soudobá HPLC jak metodou vysokotlakou (high pressure) tak metodou vysokorychlostní (high performance). Protože kapalinová chromatografie vyžaduje velice speciální a drahé přístroje, bývá HPLC nazývána také velmi drahou kapalinovou chromatografií (high-priced liquid chromatography). Díky úspěchům teorie, objevení nových stacionárních fází a konstrukci nových aparatur, zejména vysokotlakých čerpadel a detektorů, se od roku 1965, především díky gelové chromatografii, HPLC stává jednou z nejrozšířenějších separačních a analytických metod. Rozvoj chromatografie umožnil vývoj nových účinnějších chromatografických kolon a jejich náplní. Účinnost kolon se zvýšila zavedením pelikulárních náplní, povrchově porézních náplní a zejména mikropartikulárních náplní po zvládnutí techniky jejich plnění. Znovuzrození kapalinové chromatografie bylo způsobeno zvýšeným zájmem o analýzy vysokomolekulárních látek, málo těkavých a termicky labilních látek v biochemii, polymerní chemii, farmacii a potravinářském průmyslu. Rozvojem stacionárních fází s chemicky vázanými fázemi, pak započal růst počet aplikací v oboru HPLC a v současné době je nejpopulárnější technikou HPLC a okolo 90 % analytických separací nízkomolekulárních látek se provádí na této fázi.

## Pojmy
Chromatografický systém zahrnuje tři základní prvky - mobilní fázi, složky vzorku a stacionární fázi. Mobilní fáze unáší složky vzorku ložiskem stacionární fáze. Pojmem stacionární fáze se rozumí ta část chromatografického systému, která splňuje alespoň jednu z těchto vlastností:
- fyzikálně-chemicky adsorbuje nebo absorbuje složky vzorku z mobilní fáze
- na povrchu probíhá proces iontové výměny
- má pórovitou strukturu, která umožňuje separaci složek vzorku na základě efektivních rozměrů jeho molekul

Podle typu mobilní fáze lze chromatografické techniky rozdělit na chromatografii plynovou, fluidní, plazmovou a kapalinovou.
Kapalinová chromatografie se dále dělí na:
1. adsorpční chromatografii, kdy se separace uskutečňuje specifickými interakcemi částice s povrchem adsorbentu – adsorpční chromatografie (liquid-solid chromatography) – LSC nebo se stagnující kapalnou stacionární fází nanesenou na nosiči – rozdělovací (absorpční) chromatografie (liquid-liquid chromatography) – LLC.
2. gelovou (permeační) chromatografii (GPC), kdy se separace uskutečňuje na základě velikosti částic a velikosti pórů gelu
3. ionexová chromatografie (ion-exchange chromatography, IEC), kdy dochází k separaci iontů na základě specifických interakci s nabitým nosičem
4. speciální chromatografii – afinitní, chirální aj.

## Obecné schéma kapalinového chromatografu
Kapalinový chromatograf se skládá z těchto částí:
- zařízení pro uchovávání a transport mobilní fáze (vysokotlaké čerpadlo)
- zařízení pro dávkování vzorku
- zařízení pro separaci látek (chromatografická kolona, termostat kolony)
- zařízení pro detekci látek popř. sběrač frakcí

Kapalinový chromatograf může mít samozřejmě řadu obměn, některé komponenty lze vyřadit nebo naopak přidat. Při izokratické eluci je mobilní fáze vedena ze zásobníku mobilní fáze do vysokotlakého čerpadla nebo při gradientové eluci se přiváděné proudy ze dvou nebo více zásobníků mísí podle programu ve směšovači, který je zařazený před nebo za vysokotlakým čerpadlem. Odplynění mobilní fáze se provádí v odplyňovači. Dále je mobilní fáze vedena přes zařízení pro dávkování vzorku do chromatografické kolony, která je přímo spojena s detektorem, za nějž může být na výstupu zařazen ještě sběrač jednotlivých frakcí. Z detektoru může být signál veden buď do integrátoru a zapisovače nebo dnes častěji do datové stanice s tiskárnou.

## HPLC na nepolárních adsorbentech (RP-HPLC)
RP-HPLC (angl. reverse phase HPLC) se používá k separaci polárních látek, mezi něž patří většina léčiv, biochemických sloučenin a jiných látek používaných člověkem. Je nejpoužívanější metodou HPLC v praxi. Při této metodě má stacionární fáze nepolární charakter a mobilní fáze je polární. Nejčastějším nosičem stacionární fáze je silikagel, na jehož povrchové hydroxylové skupiny se naváže vhodný ligand – např. oktadecylový uhlíkový řetězec (-C18), oktylový uhlíkový řetězec (-C8), kyanoskupina (-CN) aj. Jako mobilní fáze se používají nejčastěji směsi vody či pufru s polárními organickými rozpouštědly (zejména acetonitril či methanol).
Molekuly solutu interagují se stacionární fází podle své polarity - vysokopolární látky interagují se stacionární fází málo či vůbec a jsou eluovány nejdříve a s klesající polaritou látek vzrůstá jejich retence v koloně. Retence látek vzniká na základě jejich hydrofobních interakcí se stacionární fází.
Zpravidla se pracuje v režimu gradientové eluce (viz níže), při níž se během analýzy snižuje polarita mobilní fáze (vyšším přídavkem organické fáze), což umožňuje rychlejší eluci nepolárních látek z kolony.

## Izokratická a gradientová eluce
Je-li složení mobilní fáze během celé separace konstantní, jde o tzv. izokratickou separaci. Pokud se složení mobilní fáze během měření mění, jde o tzv. gradientovou eluci.
Při izokratické separaci lze pracovat s předem namíchanou odplyněnou mobilní fází a HPLC aparatura nemusí obsahovat směšovač a odplyňovač. Výhodou je také stabilní základní linie výsledného chromatogramu. Ale později eluující složky vytvářejí široké rozmyté píky.
Při gradientové eluci se pracuje s mobilními fázemi odlišného složení, které se míchají ve směšovači HPLC aparatury podle předem zvoleného programu. Toto uspořádání umožňuje rychlou eluci složek silněji zadržených v koloně a jejich píky v chromatogramu jsou potom užší, ostřejší oproti izokratické separací. Díky tomu je možné tyto složky detekovat i při nižších koncentracích. Zároveň je možné vhodnou volbou gradientu optimalizovat separaci mnohosložkových směsí. Nevýhodou je však drift základní linie, nezbytný čas na ekvilibraci kolony na počáteční složení mobilní fáze a možnost použití jen některých typů detektoru.